# Marshallena diomedea
Marshallena diomedea é uma espécie de gastrópode do gênero Marshallena, pertencente a família Marshallenidae.